# Der Mut zum Glück (1917)
Der Mut zum Glück ist ein deutsches Stummfilmmelodram aus dem Jahre 1917 mit Lotte Neumann und Erich Kaiser-Titz.

## Handlung
Die junge Eveline Braden kehrt von ihrem Aufenthalt in einem Mädchenpensionat, wo sie erzogen wurde, nach längerer Zeit in das Familienschloss zurück. Ihr Vater empfängt sie stark unterkühlt, ihr schlägt geradezu Hass entgegen, die der Vater bereits einst seiner mittlerweile verstorbenen Frau, Eveline Mutter, entgegengeschleudert hatte. Seelischen Beistand findet das Mädchen lediglich in dem jungen Heinz Bergen, ihrem Onkel, und der alten Margarete. Eveline und Heinz verlieben sich ineinander, doch Heinz hält sich mit Gefühlsausbrüchen zurück, da er sich zu alt für Eveline findet. Ihr Vater hat sowieso andere Pläne. Da er bis über die Knopfleiste verschuldet ist, plant der Alte, Eveline mit dem Gutsnachbar Baron von Sanden zu verheiraten, der ausgesprochen wohlhabend und zugleich sein Hauptgläubiger ist. Da Eveline aber Sanden nicht liebt, rennt sie in ihrer Verzweiflung zu Margarete, auf dass sie auf Evelines Vater einzuwirken versuche. Doch der weist Evelines Fürsprecherin kalt ab und behauptet, dass seine ungeliebte Tochter froh sein müsse, dass überhaupt jemand sie zu nehmen bereit sei, angesichts der Tatsache, wie ehrlos sich Evelines Mutter verhalten und somit den Familienruf besudelt habe. Eveline hat diese unerquickliche Auseinandersetzung mit angehört und fleht nunmehr Margarete an, ihr doch zu sagen, was damals passiert sein und weshalb sich ihre Mutter angeblich „unehrenhaft“ verhalten habe.
Die Alte erzählt nun die ganze Vorgeschichte. Einst hatte Evelines Mutter diesen Luftikus geheiratet, der bald das in die Ehe gebrachte Vermögen verjubelt habe. Evelines Mutter sei in dieser Ehe sehr unglücklich gewesen, da ihr Vater sich bald als Despot erwiesen habe. Er behauptete, dass seine Gattin eine Affäre mit Heinz gehabt habe, woraufhin sein Hass nicht nur seine Frau traf, sondern auch gleich auf die Tochter Eveline (von der er wohl annimmt, sie sei gar nicht seine Tochter) ausgeweitet wurde. Dabei war Heinz Bergen Evelines Mutter zu keiner Zeit mehr als nur ein guter, treuer Freund, jedenfalls keinesfalls ihr Liebhaber, gewesen. Noch am Totenbett versprach Heinz der sterbenskranken Frau, dass er sich um Eveline kümmern und sie vor dem Hass ihres Vaters beschützen werde. Margarete eilt zu Bergen und bittet ihn inständig, bei der Rettung Evelines vor ihrem Vater und der ungewollten Ehe mit dem Baron zu bewahren. Heinz geht daraufhin zu seinem Bruder, um ein offenes Wort unter Männern zu sprechen. Es kommt zu einem heftigren Wortwechsel. Als Heinz wieder geht kocht sein Bruder vor Wut. Eveline läuft zu ihrem Liebsten, um ihn vor den Folgen des väterlichen Zorns zu warnen. In diesem Moment großer Verbundenheit gestehen sich die beiden ihre Liebe. Wenig später stürzt Margarete herein und teilt mit, dass Evelines Vater schwer verletzt sei. Er wollte gleich das ganze Schloss abfackeln, um ein ihn schwer belastendes Dokument zu vernichten. Im Sterben liegend, bittet der Vater bei seiner Tochter und seinem Bruder um Vergebung.

## Produktionsnotizen
Die im Mutoskop-Atelier von Berlin-Lankwitz entstandene Produktion wurde im Juli 1917 der Zensur vorgelegt und wenig später im Berliner Sportpalast vorgeführt. In Wien konnte man Der Mut zum Glück im September 1917 erstmals sehen. Die Länge des Vierakters betrug 1376 Meter.

## Kritik
„Ein ganz ausgezeichneter Film, der den ungeteilten Beifall der Erschienenen fand. Er zeichnet sich besonders durch das vortreffliche Zusammenspiel von Lotte Neumann und Erich Kaiser-Tietz [sic!] aus. Ein wahrhaft seltener Genuß, sich in das Spiel der beiden zu versenken., wobei sich einem der Gedanke aufdrängt, wieviel ein Künstler aus einer Rolle machen kann, die er mit ganzer Seele erfaßt und durchdenkt! Auch die Regie hat ihren Anteil an dem vollendeten Ganzen und muß lobend hervorgehoben werden.“